# Cyclomia disparilis
Cyclomia disparilis là một loài bướm đêm trong họ Geometridae.